# 4-й Массачусетский пехотный полк
4-й Массачусетский пехотный полк (англ. 4th Regiment Massachusetts Volunteer Infantry) — представлял собой один из пехотных полков армии Союза во время Гражданской войны в США. Полк был сформирован в апреле 1861 года сроком на 90 дней службы, участвовал в сражении при Биг-Бетель и был распущен в июле 1861 года.
Полк был сформирован в Массачусетсе и 17 апреля 1861 года был направлен из Бостона в форт Монро на пароходе State of Maine. Его командиром был полковник Эбнер Пакард. Полк прибыл в форт Монро 20 апреля и остался там на гарнизонной службе.
22 мая полк был включен в Вирджинский Департамент генерала Бенжамина Батлера. 27 мая полк отправили в Ньюпот-Ньюс, откуда 9 июня он выступил на Биг-Бетель. 10 июня полк был задействован в сражении при Биг-Битель, где потерял 1 человека убитым. Погибшим был Фрэнсис Линкольн Соутер (1836—1861), который 22 мая записался рядовым в роту «Н». Он стал первым жителем Массачусетса, погибшим в Гражданской войне.
15 июля полк был направлен обратно в Бостон и распущен 22 июля.
Летом 1862 года офицерам и рядовым было приказано снова собраться в Бостоне для повторного формирования, но это решение было в итоге отменено.